# Tellervo leopardus
Tellervo leopardus är en fjärilsart som beskrevs av Butler 1866. Tellervo leopardus ingår i släktet Tellervo och familjen praktfjärilar. Inga underarter finns listade i Catalogue of Life.